# Alcanena (freguesia)
Alcanena is een plaats (freguesia) in de Portugese gemeente Alcanena en telt 4 339 inwoners (2001).